# Rinorea calycina
Rinorea calycina (Tul.) Baill. – gatunek roślin z rodziny fiołkowatych (Violaceae). Występuje naturalnie na Madagaskarze i Komorach. 

## Morfologia
PokrójZimozielony krzew dorastający do 1–5 m wysokości.
LiścieBlaszka liściowa ma owalny kształt. Mierzy 7,9–15,2 cm długości oraz 2,5–6 cm szerokości, jest karbowana na brzegu, ma tępą nasadę i ostry wierzchołek. Przylistki są lancetowate i osiągają 5 mm długości. Ogonek liściowy jest nagi i ma 4–6 mm długości.
KwiatyZebrane w gronach o długości 2,5–5 cm, wyrastają z kątów pędów. Mają działki kielicha o owalnym kształcie i dorastające do 2 mm długości. Płatki są lancetowate, mają białą barwę oraz 6 mm długości.